# Scumbag Loser
Scumbag Loser (最底辺の男, Saiteihen no Otoko) est un seinen manga de Mikoto Yamaguchi. Il a été prépublié entre novembre 2011 et décembre 2012 dans le magazine Gangan Joker de l'éditeur Square Enix et a été compilé en trois tomes de mai 2012 à février 2013. La version française a été publiée par Ki-oon entre septembre 2013 et mars 2014.

## Synopsis
L'histoire nous entraîne dans le quotidien de Murai Masahiko, un lycéen, souffre-douleur de ses camarades de classe et considéré comme un loser par tout le lycée.
Obsédé, asocial et lâche, il n'est sauvé de la honte suprême que par la comparaison avec Yamada, l'autre souffre-douleur de l’établissement. Mais le jour où Yamada présente à toute la classe des photos de sa prétendue petite amie, Masahiko comprend que sa condition au lycée va empirer. C'est alors qu'il affirme à son tour sortir avec la belle Haruka Mizusawa, une amie d'enfance. Manque de chance, la jeune fille débarque le lendemain à son lycée, nouvelle élève installée en ville. Le problème, c'est que la vraie Haruka est morte depuis 5 ans.

## Personnages
Masahiko Murai (村井 雅彦, Murai Masahiko)
Adolescent asocial, il adore renifler les odeurs des petites culottes des filles. Un beau jour, son rival Yamada lui annonce sa relation avec Maya. Masahiko décide donc de lui parler d'Haruka Mizusawa, une amie d'enfance et sa soi-disant petite amie. Le problème, c'est que cette fille arrive le lendemain et ne semble pas être la vraie Haruka, mais un monstre assoiffé de sang humain, en particulier du sang des losers. Masahiko doit donc lui fournir des losers, mais après la mort de son père, il décide de se débarrasser de la fausse Haruka, qui le dévore en partie, le transformant à plus de 50~% en un monstre. Il se met en chasse de toutes les personnes transformées afin de les tuer. On apprend plus tard qu'il est complice de la mort d'Haruka, qu'il a enterrée autre part afin de protéger son père.
Haruka Mizusawa (水沢 遥, Mizusawa Haruka)
Jeune fille amie d'enfance de Masahiko, elle est maintenant un monstre pouvant créer d'autres monstres en mangeant les hôtes et en les remplaçant par ses « enfants . Elle décide de jouer le jeu de Masahiko afin qu'il lui fournisse des losers à manger. À la fin du tome 3, on apprend qu'elle serait née du corps sans vie de la fausse Haruka, possédant ainsi ses souvenirs.
Yamada
Jeune homme aux cheveux sales et aux dents pourries, il possède une odeur extraordinairement fétide. Il est considéré comme le « Scumbag Loser », le dernier des ratés. Il est transformé par Maya assez rapidement.
Satô Chihaya
Jeune fille timide, elle aime aussi renifler l'odeur des gens, elle sera transformée par Monster-Yamada.
Maya
Premier enfant de Monster-Haruka, elle transformera Yamada lors de leur ébats sexuels.
Yasuhisa Murai
Père du « héros », il est le meurtrier de la jeune Haruka Mizusawa. Il sera dévoré par Monster-Haruka, qui lui a été livré par Masahiko en l’empoisonnant, espérant tuer Haruka.
Lieutenant Shimowada
Inspecteur enquêtant sur Masahiko, il est le seul à découvrir le mystère des « Monstres ». Dans sa jeunesse, il a été obligé de regarder des centaines de cassettes de viols pour une affaire. À cause de cela, il est encore puceau à 60 ans.

## Manga

### Liste des volumes
| no | Japonais        | Japonais          | Français          | Français          |
| no | Date de sortie  | ISBN              | Date de sortie    | ISBN              |
| -- | --------------- | ----------------- | ----------------- | ----------------- |
| 1  | 22 mai 2012     | 978-4-7575-3614-2 | 12 septembre 2013 | 978-2-35592-573-3 |
| 2  | 22 août 2012    | 978-4-7575-3704-0 | 12 décembre 2013  | 978-2-35592-611-2 |
| 3  | 22 février 2013 | 978-4-7575-3883-2 | 20 mars 2014      | 978-2-35592-654-9 |

### Édition japonaise
Square Enix
1. 1 2  (ja) « Tome 1 ».
2. 1 2  (ja) « Tome 2 ».
3. 1 2  (ja) « Tome 3 ».

### Édition française
Ki-oon
1. 1 2  (fr) « Tome 1 ».
2. 1 2  (fr) « Tome 2 ».
3. 1 2  (fr) « Tome 3 ».